# Lower Alabama
Per Lower Alabama ci si riferisce solitamente alla parte sud dello stato USA Alabama non compresa nella regione denominata Alabama meridionale.
Non esiste un confine definito formalmente.
Nelle vicinanze di Mobile quando si utilizza il termine "Alabama meridionale" ci si riferisce esclusivamente all'estremo sud dello stato. Secondo questa "teoria" fanno parte della regione solo le due contee che delimitano il Golfo del Messico e la Baia di Mobile, ovvero la Contea di Baldwin e la Contea di Mobile. Questa zona è caratterizzata da vaste zone umide, ma anche da lunghe spiagge sabbiose che sono molto favorevoli al turismo. Negli ultimi decenni sono stati sviluppati molti campi da golf di lusso nell'area. 
Poiché le contee di Mobile e Baldwin tendono ad usare con esclusività il termine "Alabama meridionale", le altre parti del sud dello stato sono generalmente definite parte dell'"Alabama Inferiore" (Lower Alabama). 